# 佳吉列沃空軍基地

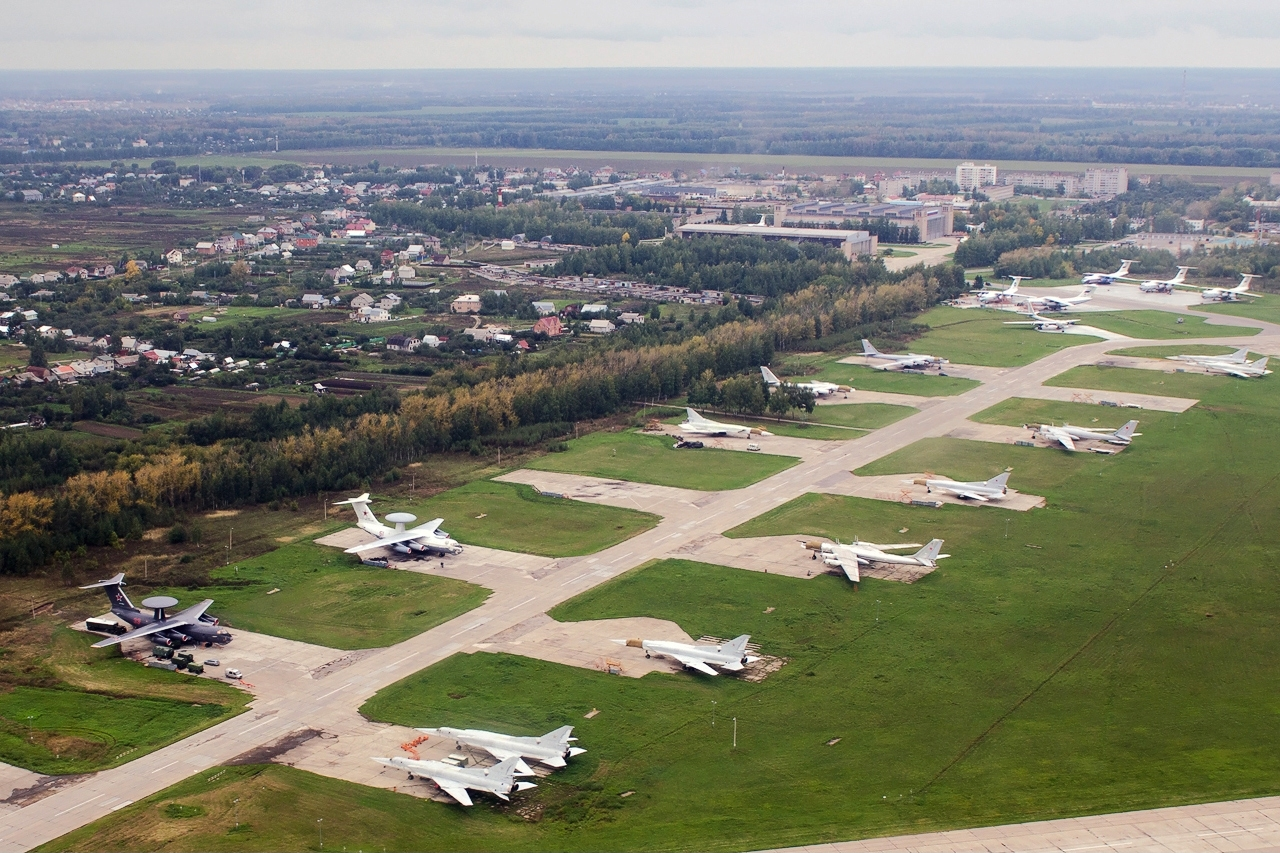
佳吉列沃空軍基地

佳吉列沃空軍基地（羅馬化：Dyagilevo）位于俄罗斯西部城市梁赞以西3公里处，为俄罗斯空天军战略轰炸机训练中心，梁赞远程航空博物馆位于此地。2025年6月蛛网行动时，该基地遭到袭击。